# Omloop Het Nieuwsblad 2021
La 76.ª edición de la clásica ciclista Omloop Het Nieuwsblad fue una carrera en Bélgica que se celebró el 27 de febrero de 2021. La carrera dio comienzo a la temporada de clásicas de pavé sobre un recorrido de 200,5 kilómetros con inicio en la ciudad de Gante y final en el municipio de Ninove.
La carrera formó parte del UCI WorldTour 2021, calendario ciclístico de máximo nivel mundial, siendo la segunda carrera de dicho circuito y fue ganada por el italiano Davide Ballerini del Deceuninck-Quick Step. Completaron el podio, como segundo y tercer clasificado respectivamente, el británico Jake Stewart del Groupama-FDJ y el belga Sep Vanmarcke del Israel Start-Up Nation.

## Equipos participantes
Tomaron parte en la carrera 25 equipos: 19 de categoría UCI WorldTeam y 6 de categoría UCI ProTeam. Formaron así un pelotón de 175 ciclistas de los que acabaron 140. Los equipos participantes fueron:
| WorldTeams (19)- AG2R Citroën Team - Astana-Premier Tech - Bahrain Victorious - Bora-Hansgrohe - Cofidis - Deceuninck-Quick Step - EF Education-Nippo - Groupama-FDJ - Ineos Grenadiers - Intermarché-Wanty-Gobert Matériaux - Israel Start-Up Nation - Jumbo-Visma - Lotto Soudal - Movistar Team - Team BikeExchange - Team DSM - Qhubeka Assos - Trek-Segafredo - UAE Team Emirates ProTeams (6)- Arkéa-Samsic - Alpecin-Fenix - Sport Vlaanderen-Baloise - B&B Hotels p/b KTM - Bingoal-WB - Total Direct Énergie |
| |

## Clasificaciones finales
- Las clasificaciones finalizaron de la siguiente forma:[2]

### Clasificación general
| \| Clasificación general \| Clasificación general \| Clasificación general \| Clasificación general \| Clasificación general \| \| Ciclista \| Ciclista \| Equipo \| Tiempo \| \| \| --------------------- \| --------------------- \| ---------------------- \| --------------------- \| --------------------- \| \| 1.º \| Davide Ballerini \| Deceuninck-Quick Step \| 4 h 43 min 03 s \| \| \| 2.º \| Jake Stewart \| Groupama-FDJ \| + 0 s \| \| \| 3.º \| Sep Vanmarcke \| Israel Start-Up Nation \| + 0 s \| \| \| 4.º \| Heinrich Haussler \| Bahrain Victorious \| + 0 s \| \| \| 5.º \| Philippe Gilbert \| Lotto-Soudal \| + 0 s \| \| \| 6.º \| Alex Aranburu \| Astana-Premier Tech \| + 0 s \| \| \| 7.º \| Florian Sénéchal \| Deceuninck-Quick Step \| + 0 s \| \| \| 8.º \| Matteo Trentin \| UAE Team Emirates \| + 0 s \| \| \| 9.º \| Kevin Geniets \| Groupama-FDJ \| + 0 s \| \| \| 10.º \| Nils Politt \| Bora-Hansgrohe \| + 0 s \| \| |                   |                        |                 |
| |                   |                        |                 |
| Fuente: ProCyclingStats |                   |                        |                 |
| Clasificación general |                   |                        |                 |
| Ciclista | Ciclista          | Equipo                 | Tiempo          |
| 1.º | Davide Ballerini  | Deceuninck-Quick Step  | 4 h 43 min 03 s |
| 2.º | Jake Stewart      | Groupama-FDJ           | + 0 s           |
| 3.º | Sep Vanmarcke     | Israel Start-Up Nation | + 0 s           |
| 4.º | Heinrich Haussler | Bahrain Victorious     | + 0 s           |
| 5.º | Philippe Gilbert  | Lotto-Soudal           | + 0 s           |
| 6.º | Alex Aranburu     | Astana-Premier Tech    | + 0 s           |
| 7.º | Florian Sénéchal  | Deceuninck-Quick Step  | + 0 s           |
| 8.º | Matteo Trentin    | UAE Team Emirates      | + 0 s           |
| 9.º | Kevin Geniets     | Groupama-FDJ           | + 0 s           |
| 10.º | Nils Politt       | Bora-Hansgrohe         | + 0 s           |

## Ciclistas participantes y posiciones finales
Convenciones:
- AB: Abandono
- FLT: Retiro por llegada fuera del límite de tiempo
- NTS: No tomó la salida
- DES: Descalificado o expulsado

## UCI World Ranking
El Omloop Het Nieuwsblad otorgó puntos para el UCI World Ranking para corredores de los equipos en las categorías UCI WorldTeam, UCI ProTeam y Continental. Las siguientes tablas muestran el baremo de puntuación y los 10 corredores que obtuvieron más puntos:
| Posición   | 1.º | 2.º | 3.º | 4.º | 5.º | 6.º | 7.º | 8.º | 9.º | 10.º | 11.º | 12.º | 13.º | 14.º | 15.º-20.º | 21.º-30.º | 31.º-50.º | 51.º-55.º | 56.º-60.º |
| Puntuación | 300 | 250 | 215 | 175 | 120 | 115 | 95  | 75  | 60  | 50   | 40   | 35   | 30   | 25   | 20        | 12        | 5         | 2         | 1         |

| Clasificación |                   |                        |        |
| Posición      | Ciclista          | Equipo                 | Puntos |
| ------------- | ----------------- | ---------------------- | ------ |
| 1.º           | Davide Ballerini  | Deceuninck-Quick Step  | 300    |
| 2.º           | Jake Stewart      | Groupama-FDJ           | 250    |
| 3.º           | Sep Vanmarcke     | Israel Start-Up Nation | 215    |
| 4.º           | Heinrich Haussler | Bahrain Victorious     | 175    |
| 5.º           | Philippe Gilbert  | Lotto Soudal           | 120    |
| 6.º           | Alex Aranburu     | Astana-Premier Tech    | 115    |
| 7.º           | Florian Sénéchal  | Deceuninck-Quick Step  | 95     |
| 8.º           | Matteo Trentin    | UAE Emirates           | 75     |
| 9.º           | Kevin Geniets     | Groupama-FDJ           | 60     |
| 10.º          | Nils Politt       | Bora-Hansgrohe         | 50     |